# 国鉄クモユニ74形電車
クモユニ74形は、1962年（昭和37年）に登場した日本国有鉄道（国鉄）の郵便・荷物合造電車である。

## 概要
1950年（昭和25年）の東海道本線東京口の客車列車電車化により湘南電車80系が投入されるのに合わせて、80系と連結する鋼製郵便・荷物電車としてモユニ81形（1959年の称号改正後はクモユニ81形）が登場していた。1962年には同線区の新性能化により近郊形電車の111系が投入されることになったが、クモユニ81形では111系との併結が不可能なため、111系と併結可能な新たな郵便荷物電車が必要となった。
当初は111系をベースとした新性能郵便・荷物電車（クモユニ111形）を新製する案、また当時101系の投入で余剰となっていた72系の車体に乗務員室や側引戸を新設する案が検討された。しかし前者は1M方式の主制御器などを開発する必要があったこと、後者は種車の台枠の老朽化が著しく亀裂などの兆候も見られたことから、最終的には72系の台枠を補強して全金属製車体を新製することになった。このような経緯から登場したのが本形式である。
クモユニ74形は他線区の郵便・荷物輸送の電車化にも投入され、線区による併結車種の違いから東海道本線東京口用の0番台、名古屋地区用の100番台、東北・高崎線用の200番台に区分された。

## 構造
台枠や電装品は72系から流用されたが、車体は新製され制御機器類は新性能電車に合わせたものが搭載された。

### 車体
種車の車体構体はすべて解体され、台枠の亀裂や歪みの補修、防錆処理などを行った上で全金属製車体を新製した。前面は非貫通の切妻形状で、隅部には丸みが付けられた。
前面窓部は101系と同じく窪みが設けられ、窓ガラスは斜めに配置された。窓下には前照灯と尾灯を左右に1個ずつ設け、窓上には行先表示窓を設けた。乗務員室は室内床面より300 mmかさ上げされて窓部も上げられ、踏切事故対策が図られた。雨樋の高さは大井・幡生工場改造車が新性能電車に合わせられたが、その他の工場での改造車は種車に準じた。
室内配置は前位寄りから第1運転室、郵便室、荷物室、荷扱車掌室、第2運転台とされた。郵便室の荷重は2 t、郵袋数は190個、荷物室の荷重は8 tである。側窓は郵便室・荷物室ともに幅700 mmの2段上昇窓が、荷扱車掌室には幅575 mmの下降窓が設けられた。側出入口は乗務員室が幅500 mmの開き戸、郵便室は幅1,000 mmの片引き戸、荷物室は幅1,800 mmの両引き戸が設置された。
通風器は屋根上にグローブ型ベンチレーターを4基設置した。車体塗装はオレンジ色と緑色の湘南色とした。

### 主要機器
台車や電装品は72系より流用されたが、新性能電車との併結に関係する機器類も搭載された。主電動機は72系からの流用で出力142 kWのMT40またはMT40A、電動発電機は容量2 kWのMH49-DM28、台車はDT13を搭載する。空気圧縮機はMH16B-AK3を搭載する。パンタグラフはPS13C形が2基搭載された。
主幹制御器は新性能電車の111系・153系と同様のMC22が搭載された。ジャンパ連結器は111系と同様のKE58形2本とされた。ブレーキは新性能電車と同じく電磁直通ブレーキとなり、自車は空気ブレーキのみであるが、併結する新性能電車の発電ブレーキも制御可能とされた。

## 番台区分
投入線区により併結対象の車両が異なるため、番台区分が行われている。

### 0番台
東海道本線東京口の111系・153系併結用として、1962年3月から1965年9月にかけてクモユニ74000 - 014の15両が改造された。前照灯はクモユニ74011までは大型の白熱灯であったが、012以降は小型のシールドビームとなった。

### 100番台
名古屋地区における153系および80系との併結対応用として、1964年9月から翌年10月にかけてクモユニ74100 - 107の8両が改造された。新性能電車に加えて旧性能電車との併結にも対応している。前照灯はクモユニ74100 - 102の3両が大型白熱灯、103 - 107が小型シールドビーム灯となった。

### 200番台
東北本線・高崎線における115系・165系との併結対応用として、1964年8月から翌年9月にかけてクモユニ74200 - 207の8両が改造された。主幹制御器はMC37A形が搭載されており、115系・165系との併結時における抑速発電ブレーキ・ノッチ戻し制御に対応する。ジャンパ連結器はKE58形2本に加えてKE64形2本が追加された。前照灯は全車ともシールドビーム灯で、耐寒・耐雪構造として台車にスノープラウも設置された。
両毛線の電化に伴い、東海道本線へのクモニ83形0番台投入で捻出されたクモユニ74100 - 102の3両が1968年に200番台へ改造編入され、クモユニ74211 - 213となった。改造内容は主幹制御器のMC37A形への変更、ジャンパ連結器のKE70形1本への変更、耐寒耐雪工事の施工である。種車が大型白熱灯装備車のため、200番台では唯一の大型白熱灯搭載車グループとなった。

## 運用
クモユニ74形は東海道本線・横須賀線や東北・高崎線系統で運用された。1974年には房総地区にクモユニ74012 - 014・103・104・107の6両が転用され、塗装は青色とクリーム色の横須賀色に変更された。房総地区のクモユニ74形は72系の車体を改造した旅客郵便合造車クモハユ74形との併結運転も行われた。
1982年11月のダイヤ改正では東北・高崎・両毛線系統での荷物輸送が廃止となり、1986年11月改正による国鉄郵便荷物輸送廃止で東海道・横須賀線からも撤退した。同改正後も新聞輸送が残った房総地区ではクモユニ143形の転入で置き換えられ、クモユニ74形は1987年1月に全廃となった。

## 郵便ポスト
クモユニ74形は郵便車という特性から、2000年代に入ってから郵便ポストのデザインに採用されている。
| 画像 | 番号          | 所在地                                           | 使用開始日    | 備考 |
| ---- | ------------- | ------------------------------------------------ | ------------- | --- |
|      | クモユニ74001 | 東京都港区高輪三丁目26-27 品川駅改札内コンコース | 2005年10月1日 | 湘南色。車体標記「東トウ／郵便／荷重4.0t」、車両銘板「JR東日本」「東京総合車両センター 平成17年」。駅改良とエキュート品川の誕生を記念して設置。 山手線・品鶴線の0キロポストオブジェを併設。 |
|      | クモユニ74012 | 千葉県鴨川市西江見95-2 江見駅郵便局前            | 2020年8月31日 | スカ色。形式標記「形式 クモユニ74／自重 48.4t／換算 積6.0 空5.0」、検査標記「2-8 江見駅」。                                                                                                 |